# Pseudocalopadia
Pseudocalopadia mira — вид грибів, що належить до монотипового роду Pseudocalopadia.